# Operculina aurea
Operculina aurea är en vindeväxtart som först beskrevs av Albert Kellogg, och fick sitt nu gällande namn av H.D. House. Operculina aurea ingår i släktet Operculina och familjen vindeväxter. Inga underarter finns listade i Catalogue of Life.